# Riza Dani
Riza Dani (ur. 1887 w Szkodrze, zm. 7 lutego 1948) – albański polityk i działacz narodowy.

## Życiorys
Pochodził z rodziny muzułmańskiej, był synem Hasana i Baftije. Ukończył szkołę muzułmańską w Szkodrze, a następnie studia wyższe w Stambule. W czasie studiów zetknął się z albańskim ruchem narodowym i rozpoczął działalność w klubach patriotycznych, współpracując m.in. z Luigj Gurakuqi i Gjergjim Fishtą. Był uczestnikiem powstania antyosmańskiego w 1912, a następnie organizatorem pierwszych albańskich struktur władzy w Szkodrze. W tym czasie kierował pismem społeczno-politycznym Shkodra. W czasie I wojny światowej działał w organizacji Gjuha shqipe (Język albański). W 1916 został internowany przez władze austro-węgierskie.
W 1921 po raz pierwszy został wybrany deputowanym do parlamentu albańskiego. Po przewrocie, do którego doszło w czerwcu 1924 Riza poparł Fana Nolego i otrzymał stanowisko prefekta w Durrësie. Po upadku rządu Nolego i objęciu władzy przez Ahmeda Zogu Dani uciekł z kraju, a sąd w Tiranie skazał go zaocznie na karę śmierci. Na emigracji działał w antyzogistowskiej organizacji o nazwie Bashkimi Kombetar (Związek Narodowy). W 1939, po agresji włoskiej na Albanię wrócił do kraju z Jugosławii i pracował w Szkodrze jako kupiec. Od 1943 związany z Frontem Narodowowyzwoleńczym.
W 1945 wrócił do polityki, obejmując funkcję przewodniczącego Komitetu Wykonawczego Prefektury w Szkodrze. Dzięki temu udało mu się wejść do parlamentu, z listy Frontu Demokratycznego, jako bezpartyjnemu (w wyborach 2 grudnia 1945 uzyskał 7680 głosów). W parlamencie, w którym nie było ugrupowań antykomunistycznych stał się nieformalnym przywódcą opozycji, skierowanej przeciwko zagarniającej pełnię władzy Komunistycznej Partii Albanii. Po raz pierwszy wyraził swój sprzeciw w czasie głosowania nad wyborem prezydium parlamentu, sprzeciwiając się głosowaniu nad jedną tylko listą kandydatów. Po kolejnych próbach wyrażania sprzeciwu w czasie obrad 11 października 1946 został aresztowany, a 23 grudnia pozbawiony immunitetu. W czasie wielomiesięcznego procesu pokazowego, który odbywał się budynku kina Nacional, oskarżano Daniego o kierowanie zorganizowaną grupą, którą opatrzono pojęciem grupy deputowanych (alb. grupi i deputetëve). Grupa ta miała współpracować z oddziałami zbrojnymi, walczącymi nadal przeciwko władzy komunistycznej na północy kraju i organizować tzw. powstanie postrybskie. Potwierdzeniem działalności antypaństwowej Daniego miały być kontakty z przedstawicielami misji amerykańskiej, przebywającej w Tiranie. Mimo tortur w czasie śledztwa Dani nie przyznał się do winy. 31 grudnia 1947 został skazany na karę śmierci. Prośba o ułaskawienie została odrzucona przez prezydium Zgromadzenia Ludowego. Wyrok wykonano dwa miesiące później, brak informacji o miejscu pochówku. W opinii Pepy, ostatnie słowa, które miał wypowiedzieć Dani brzmiały: Niech żyje Albania, nawet beze mnie.
Był żonaty (żona Bulen), miał córkę. We wrześniu 1946 aresztowano mężczyzn, spokrewnionych z Danim, trzech z nich skazano na kary wieloletniego więzienia. Imię Rizy Daniego nosi jedna z ulic w Szkodrze.